# Josef Limburg

Josef Limburg

Josef Wilhelm Carl Limburg (* 10. Juli 1874 in Hanau; † 20. Dezember 1955 in Berlin-Charlottenburg) war ein deutscher Bildhauer und Medailleur.

## Leben
Josef Limburg besuchte bis 1894 die Königliche Zeichenakademie in Hanau. Von 1894 bis 1895 war er Schüler von Victor Tilgner in Wien, von 1895 bis 1900 studierte er bei Ernst Herter, Anton von Werner und Gerhard Janensch an der Königliche Akademie der Künste zu Berlin. 1923 erwarb er eine Villa in der Bahnhofstraße in Berlin-Lichterfelde. Dort wohnte er bis zu seinem Lebensende. Dort befand sich nach seinem Tod 1955 bis etwa 1965 (Abbruch der Villa und Neubebauung) zeitweilig die Josef-Limburg-Gedächtnisstätte. Der Verbleib der ausgestellten Plastiken ist unklar. Sein Grab befindet sich auf dem Alten Friedhof der Domgemeinde Sankt Hedwig.

## Werke
Limburg erhielt 1899 ein Stipendium der „Dr. Paul Schultze-Stiftung“ und 1900 der „Michael-Beer-Stiftung“. Mit dem Rom-Preis der Berliner Akademie der Künste hielt er von 1900 bis 1902 in Rom in der Villa Strohl-Fern auf. Dort schuf er eine Kolossalbüste des Papstes Gregor XIII. für das Collegium Germanicum.
Bekannte Werke von ihm sind die Bronzestatuen von Maria, Josef und den Engeln in der Herz-Jesu-Kirche in Berlin sowie die zwei Engel aus Stein am Eingang des Alten St.-Hedwig-Friedhofes in Berlin, wo er begraben wurde. Bekannt war auch die nahezu lebensgroße Bronzeplastik (Halbrelief) des Gefallenen-Denkmals des ehemaligen Leib-Kürassier-Regiments Nr. 1 (Schlesisches) in Breslau, Schlesien (heute Wrocław, Polen), das im Juli 1924 eingeweiht und der Stadt übergeben wurde. Der Verbleib der Denkmalsplastik ist unklar; der bei der Ausschreibung eingereichte Bronze-Miniaturentwurf befindet sich in Privatbesitz. Als weitere Werke überliefert sind die Gruppenskulpturen Frühlung, Sommer, Herbst und Winter im Park von Schloss Ober Gläsersdorf der Grafen von Ballestrem.

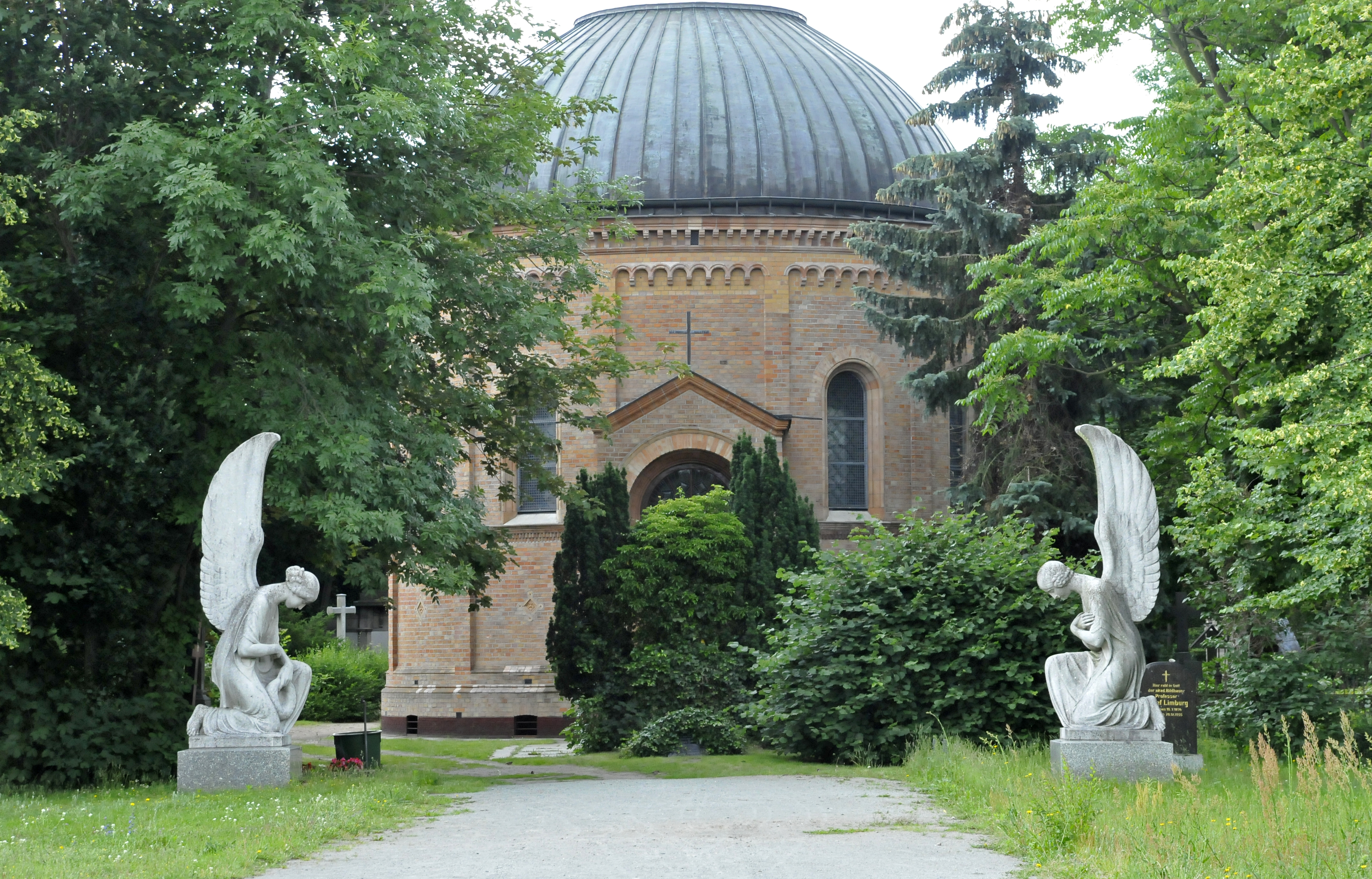
Eingang zum Friedhof mit den zwei Engeln
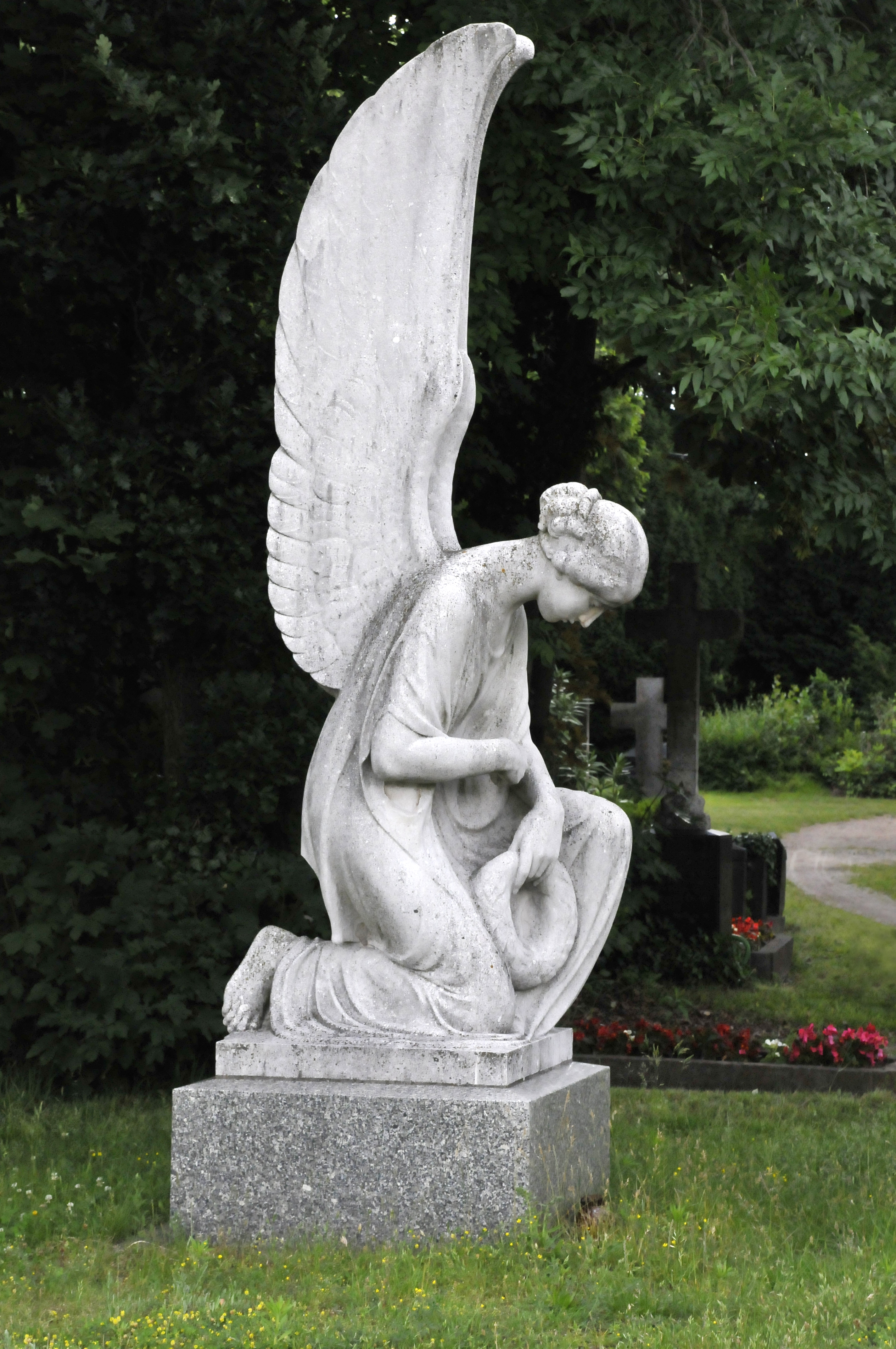
Engel in Detailansicht
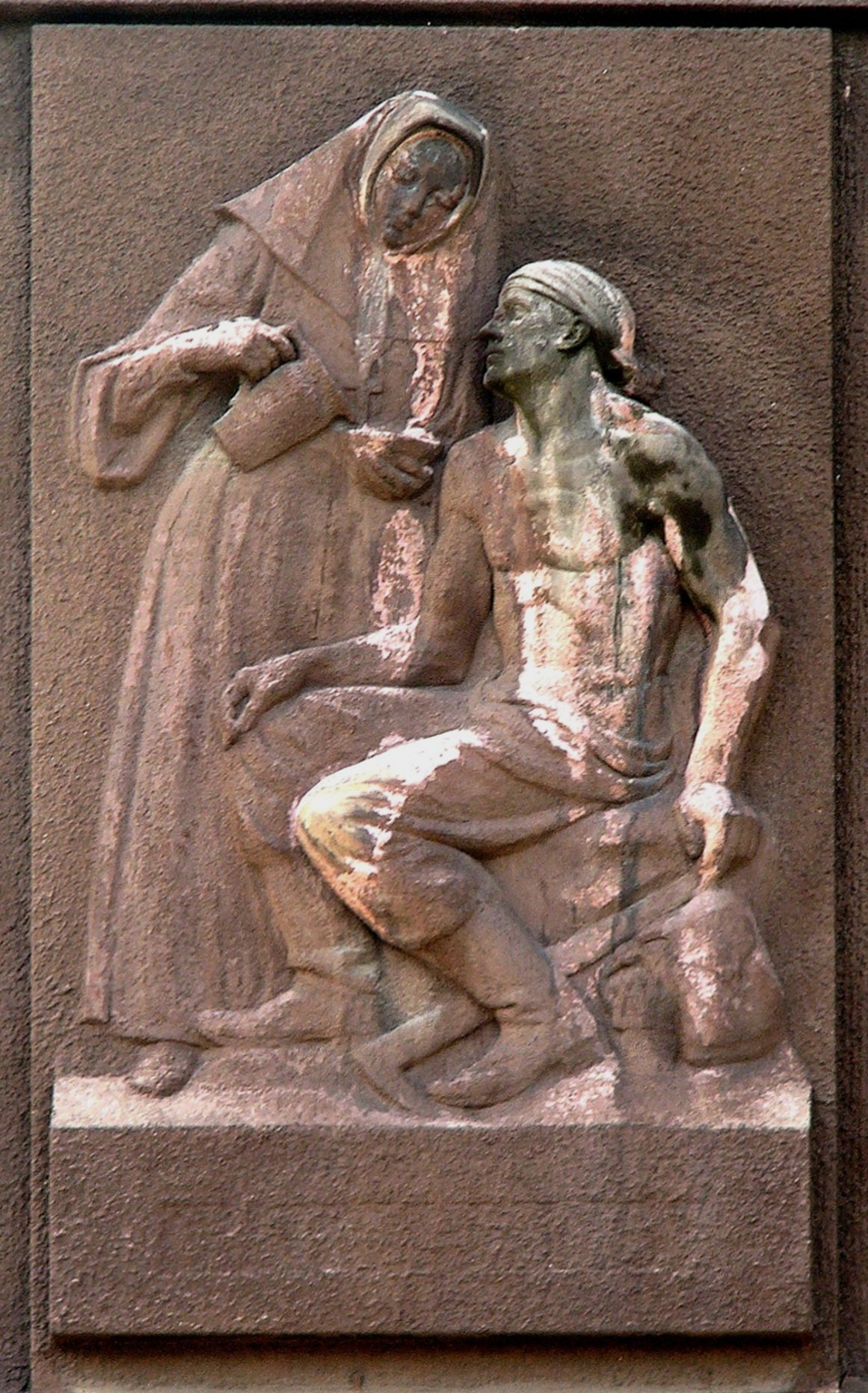
Darstellung der Fürsorge für einen Kranken am ehem. Knappschaftsgebäude in Gleiwitz
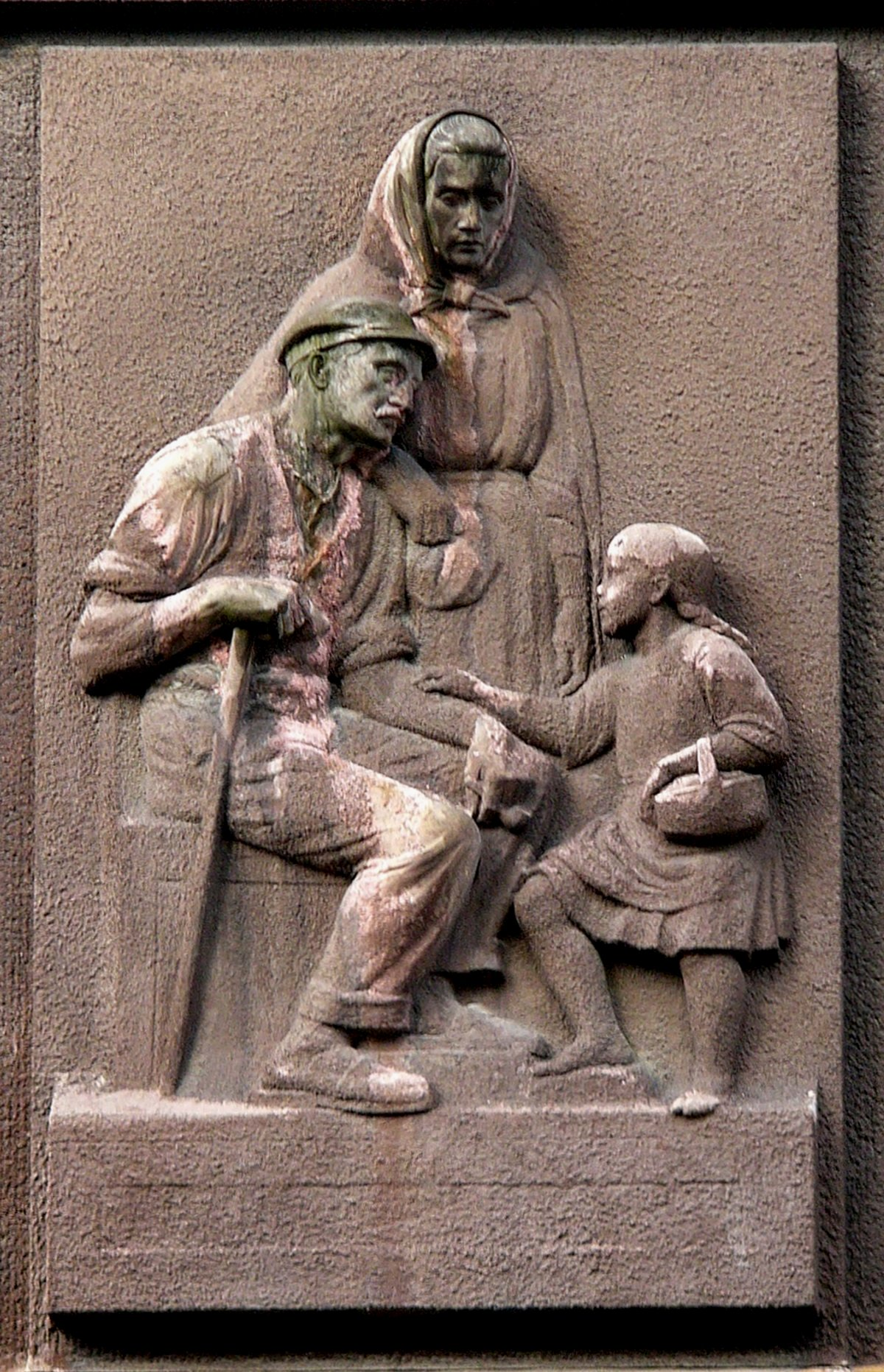
Darstellung der Fürsorge für einen Alten am ehem. Knappschaftsgebäude in Gleiwitz
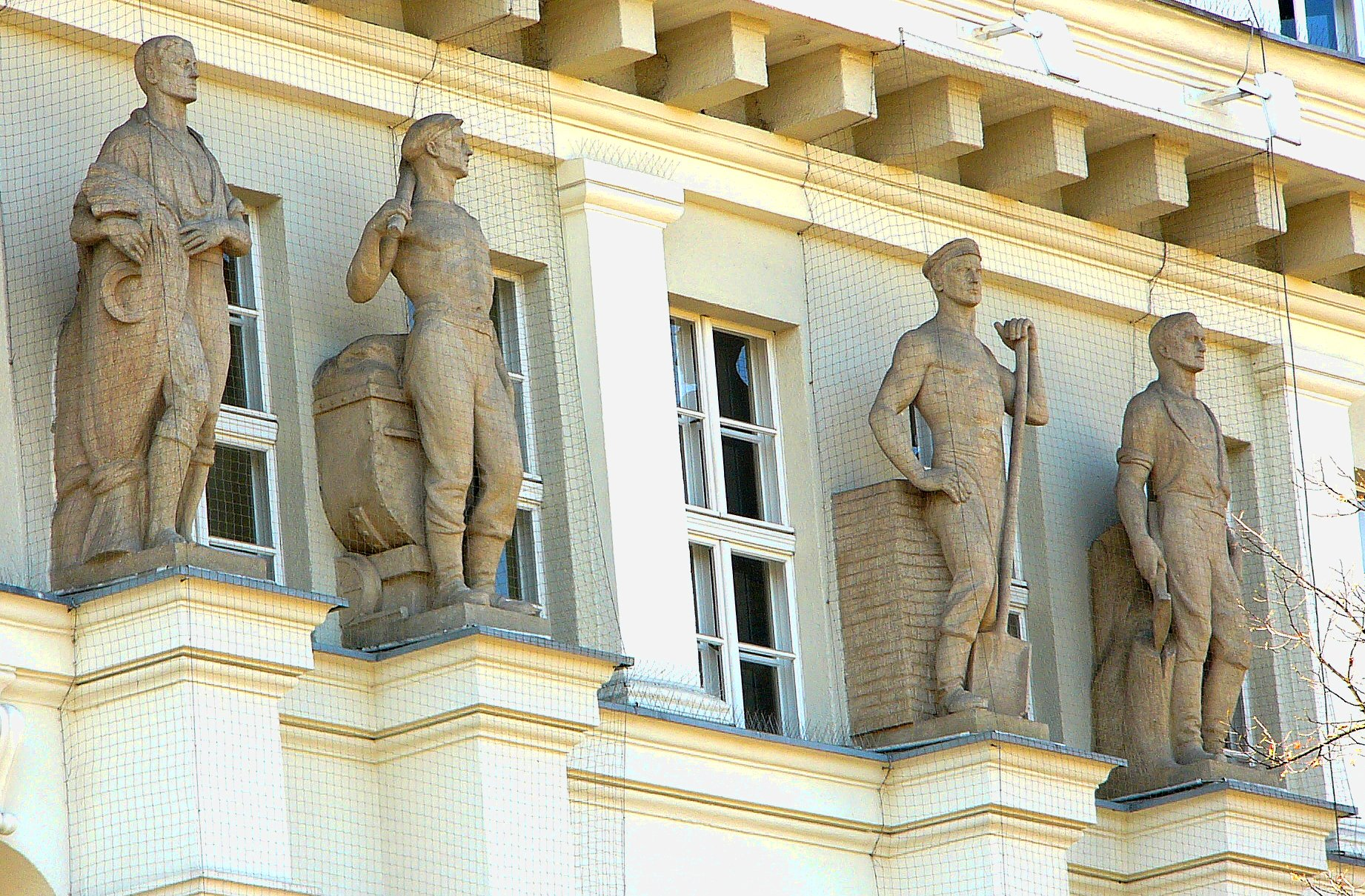
Darstellung vierer Arbeiter über dem Portal zur ehem. Ballerstrem’schen Güterverwaltung in Gleiwitz
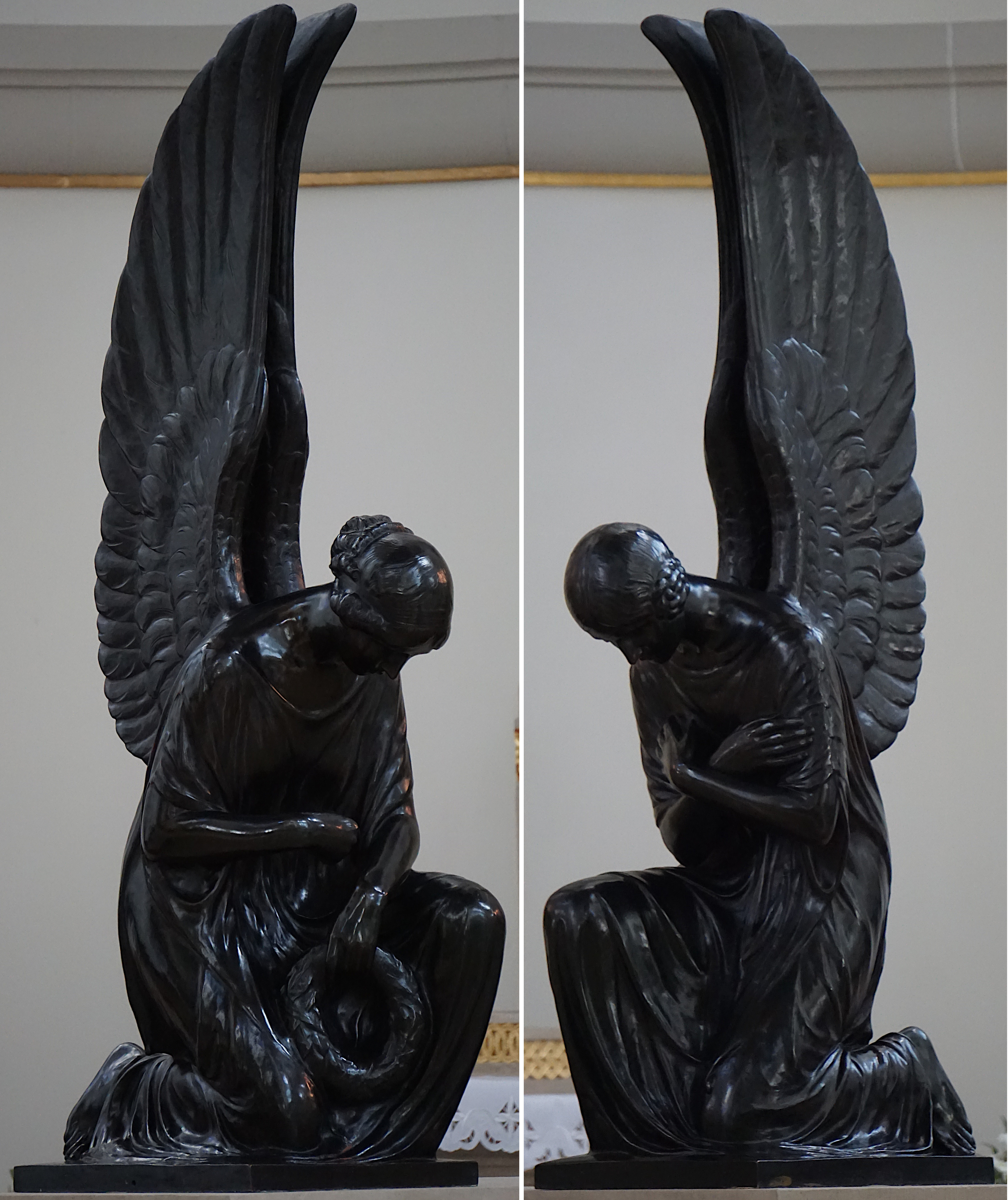
Darstellung zweier Engel am Abgang zur Ballerstrem’schen Gruft in St. Josef in Ruda O.S.
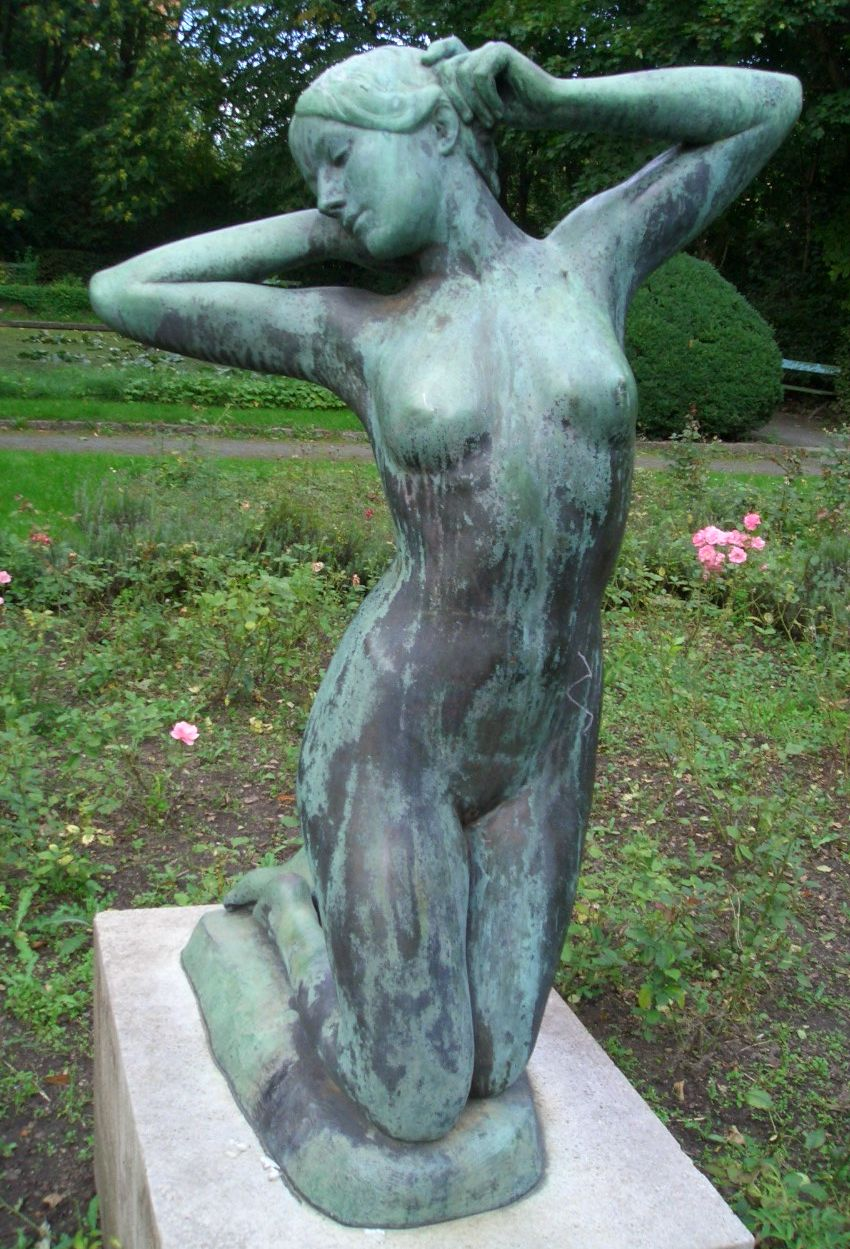
Statue Erwachendes Mädchen[5] im Stadtpark Steglitz in Berlin
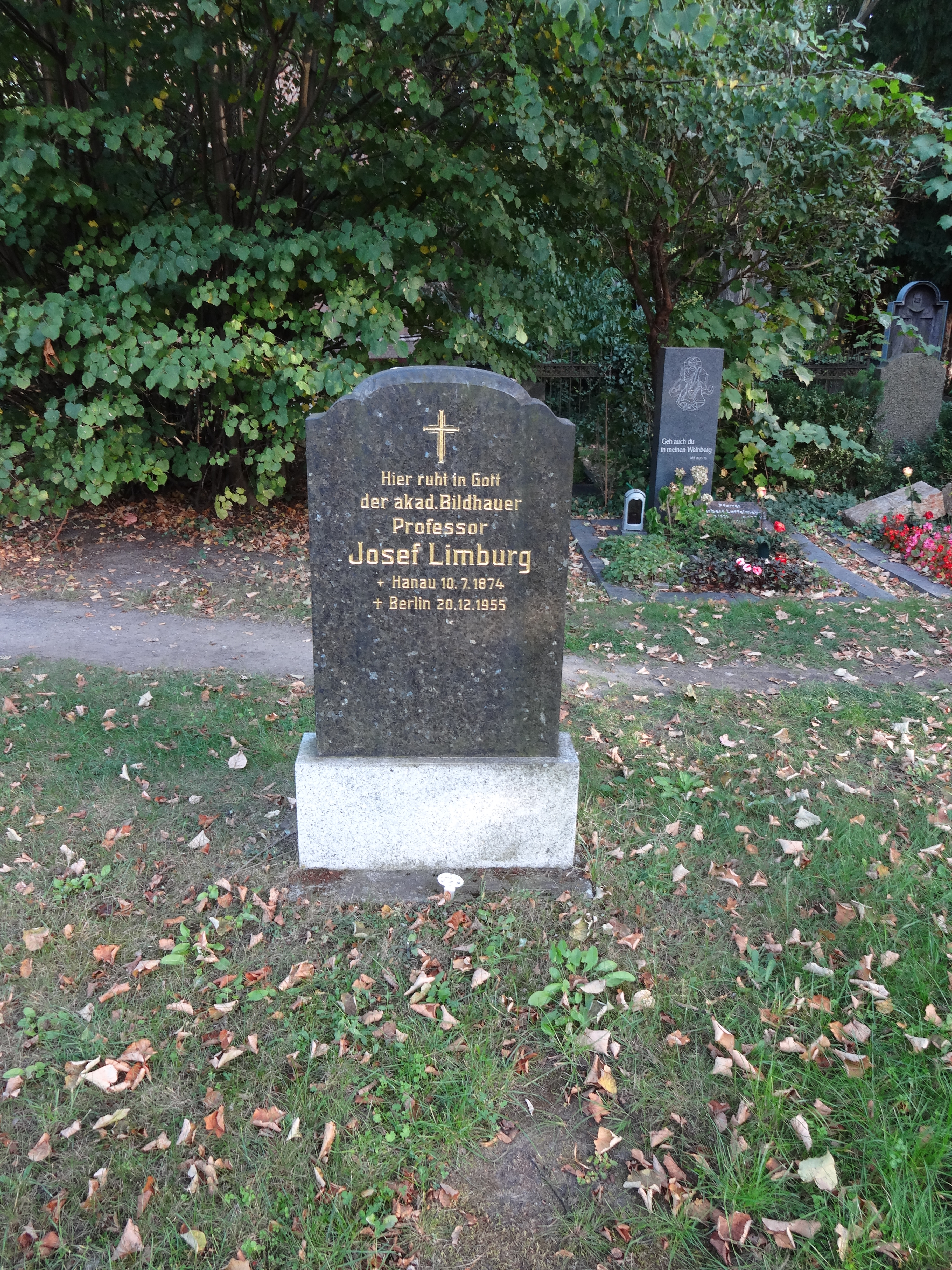
Limburgs Grabstätte auf dem Alten Friedhof der Domgemeinde Sankt Hedwig

## Bibliographie
Limburg schrieb folgende Werke:
- Josef Limburg und seine Bildwerke. Wolter, 1914.
- Christliche Bildwerke und Tagebuchblätter aus der Schaffenszeit. Gesellschaft für Christliche Kunst, 1927.